# 努失儿完
努失儿完（波斯語：‎，?—?），蒙古人，伊兒汗國的第十五任及末任君主。当时，伊兒汗國西部分裂为楚邦王朝和札剌亦儿王朝，楚邦王朝马立克·阿希拉夫在伊兒汗國首都桃里寺（大不里士）拥立年幼的努失儿完继位。努失儿完身世模糊，一说是速来蛮的后代。至正十五年（1355年），欽察汗国可汗札尼别攻入桃里寺，马立克·阿希拉夫被杀，楚邦王朝灭亡，努失儿完不知所终，桃里寺的正统伊兒汗國宣告结束。
| 前任： 速来蛮 | 蒙古伊兒汗國君主 1343年－1355年 | 無，汗國滅亡 |